# П'ясецький Гаврило Михайлович
Гаврило Михайлович П'ясецький (1838, село Шатрище, Чернігівська губернія — 1900, Орел) — історик-краєзнавець Орловської губернії, магістр богослов'я (1863), статський радник (1882), потомствений дворянин (1892).

## Біографія
Народився у багатодітній родині священика в селі Шатрище (нині в Ямпільському районі Сумської області). Батько помер, коли Гаврилу було 15 років, і він, будучи другим в ряду з десяти дітей, взяв на себе всі турботи про молодших братів і сестер.
Освіту здобув у Новгород-Сіверському духовному училищі, Чернігівській семінарії та Київській духовній академії, де був одним із кращих учнів.

З 1863 Г. М. П'ясецький оселився в Орлі, де в духовній семінарії викладав громадянську історію і пов'язані з нею предмети", в тому числі географію.
|  | Живя в Орле, Пясецкий привык к городу и полюбил его. Ему, историку, не трудно было обнаружить почти полное отсутствие литературы об истории края. Этим он занялся и этому посвятил свою жизнь. |

(Зі спогадів Л. В. П'ясецької, онуки краєзнавця.)
Перша велика публікація Гаврила Михайловича — «Матеріали для історії Орловського краю» — побачила світ у 1865 році. Всього ж перу цього дослідника належить близько 100 робіт. Основними напрямками його краєзнавчої діяльності були: історія краю, виникнення і розвиток міст, історія церков і монастирів, громадське і церковне управління, побут та звичаї жителів. Найбільш значні з них присвячені Орлу, Брянську, Болхову, Кромам, Єльцу, Лівнам, Севську, Карачеву, історії єпархії, опису церков. Його праці відрізняються незмінною об'єктивністю, документальністю, науковістю. Всю першу половину XX століття вони були практично єдиними доступними матеріалами історії краю, а в подальшому послужили документальною базою робіт краєзнавців Орловщини (наприклад, Волков С. П., Рижкін Г. В., Якубсон О. Л.). Праці Гаврила Михайловича і до сьогоднішнього дня не втратили своєї цінності.
Г. М. П'ясецький брав активну участь у культурному житті Орловської губернії, зокрема, підтримуючи місцевих художників, наприклад, академіка Миколи Лосєва. Гаврило Михайлович, також, активно співпрацював з Орловською вченою архівною комісією, членом якої був з часу її заснування у 1884 році.

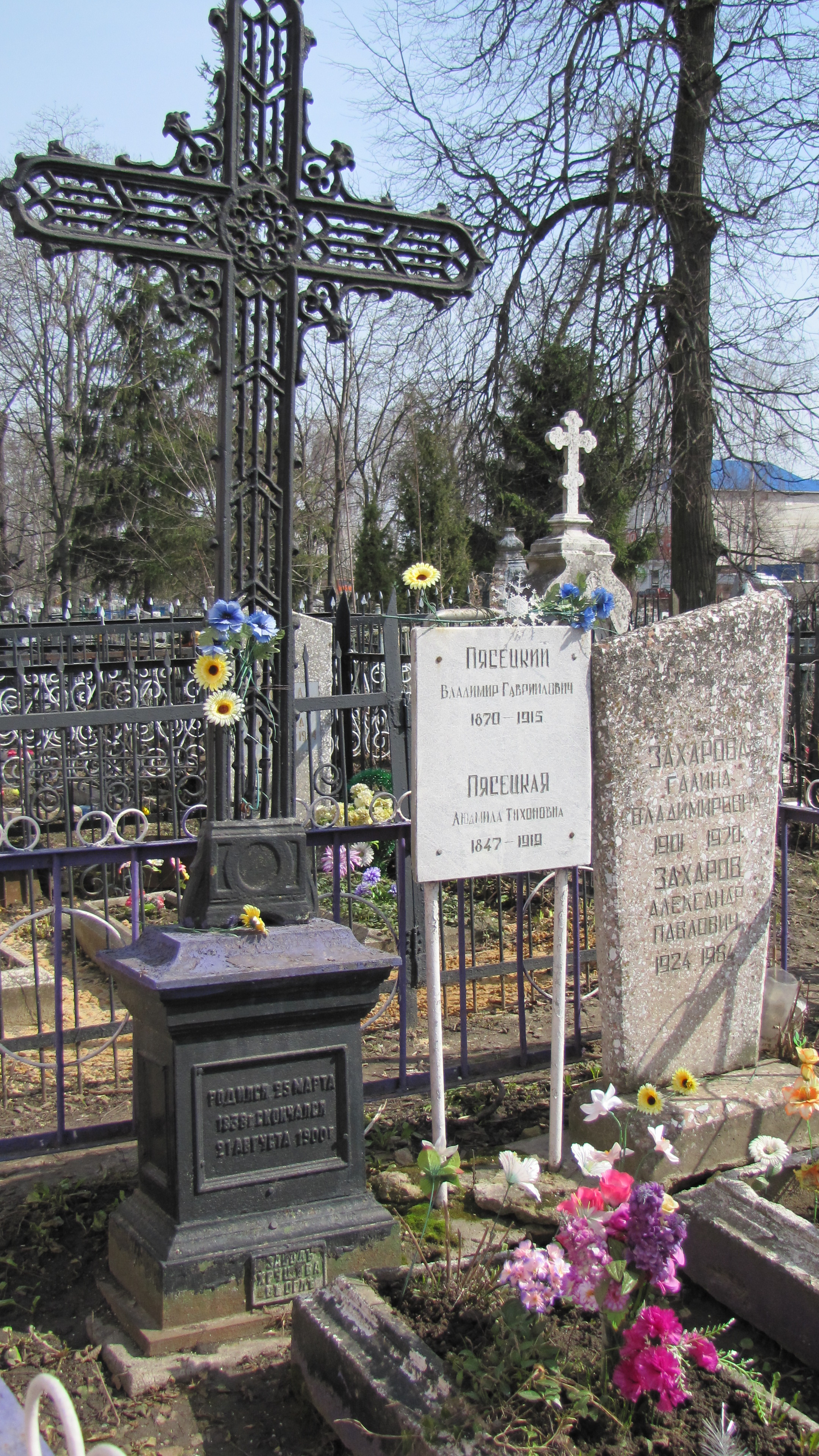
Могила Гаврила П'ясецького на Троїцькому цвинтарі міста Орла

Помер в Орлі; похований на Троїцькому кладовищі (могила збереглася).
18 жовтня 1993 року ім'я Г. М. П'ясецького було присвоєно одній з вулиць Північного району міста Орла.

## Твори
- Пясецький Р. М. Історичні нариси міста Лівен та його повіту в політичному, статистичному і церковному відношенні / Р. М. Пясецький. — Орел: ОДТРК, 1999. — 208 с.